# Бернгарди, Август Фердинанд
Август Фердинанд Бернгарди (24 июня 1769, Берлин — 1 июня 1820) — германский писатель, лингвист, издатель, деятель образования.

## Биография
Изучал филологию в Галле, начиная с 1791 года был преподавателем Фридрихсвердерской школы в Берлине, в 1808 году став её директором. В 1815 году стал членом Берлинской консистории и членом экзаменационной комиссии. Незадолго до смерти стал директором гимназии Фридриха-Вильгельма. Участвовал в гуманистических реформах образования.
Вместе со своим шурином Тиком он издал сборник юмористических рассказов и драматических сцен под заглавием «Bambocciaden» (3 тома, Берлин, 1797—1800). Из его научных трудов в своё время имели значение «Anfangsgründe der Sprachwissenschaft» (Берлин, 1805) и «Sprachlehre» (2 тома, Берлин, 1801—1803). После смерти Бернгарди его сын Вильгельм, знаток Шекспира и драматург (1800—1879, Берлин), издал «Reliquien, Erzählungen und Dichtungen» (3 тома, Альтенбург, 1838 и 1847).